# Ludwig de Foro
Ludwig de Foro († 14. Mai 1391) war Titularbischof von Phocaea sowie Weihbischof in den Bistümern Verden, Minden, Münster und Schwerin.

## Leben
Unter dem 22. November 1354 wurde der damalige Prior des Dominikanerklosters Wesel, Frater Ludwig, vom Papst Innozenz VI. zum Titularbischof von Fogien (Phocaea) ernannt. Ob sein Beiname de Foro mit von dem Markt oder von der Mark identisch ist, bleibt ungeklärt. Ebenso, ob er ein Bruder des als Wohltäter des Dominikanerklosters genannte Graf Theoderich von der Mark war.
Tätig wurde Bischof Ludwig in den Bistümern Verden, Minden und Münster.
Im Bistum Schwerin half Bischof Ludwig ebenfalls aus, was in der reichlich turbulenten Zeit offenbar nicht ganz ungefährlich war. Am 18. Mai 1356 versprach er als Weihbischof von Schwerin, wegen der ihm in Mecklenburg widerfahrenen Beraubung den Herzog Albrecht und seine Untertanen nicht in Anspruch nehmen zu wollen. Da die Beraubung zu einem früheren Zeitpunkt erfolgt sein musste, war es also nicht sein erstes Auftreten im Bistum Schwerin.
Am 11. August 1356 verlieh Bischof Ludwig einen Ablass zugunsten der Kapelle zu Wakstow, ex permissione honoribilium virorum decani et capituli Zwerinensis, administratorum sede vacante, officium ponificale exercens …. Zu diesem Zeitpunkt war also der Bischöfliche Stuhl von Schwerin nach dem Tod Bischof Andreas von Wislica noch nicht wieder besetzt worden.
Bischof Ludwig starb am 14. Mai 1391 und wurde in Wesel im Chor der Dominikanerkirche zur linken Seite des Altars beigesetzt, denn er hatte auch diese Kirche einst geweiht.

## Siegel
Bischof Ludwig hatte ein parabolisches Siegel in rotem Wachs. In einer reich verzierten gotischen Nische die Mutter Maria mit dem Christuskind auf dem linken Arm, vor ihnen sitzt ein Einhorn mit aufgesperrtem Maule, darunter ein rechtsknieender Bischof zwischen zwei im Siegelrande stehenden Schilde, rechts mit einem rechtssteigenden Einhorn, links mit einem rechten, mit drei herzförmigen Figuren belegten Schrägbalken. 
Die Umschrift lautet:   S' FRATIS LODOW/ICI DE/I GRA EPI FOGIEN'. 